# Yvette Mimieux
Yvette Mimieux est une actrice américaine, née le 8 janvier 1942 à Los Angeles (Californie) et morte le 18 janvier 2022 dans la même ville.

## Biographie

### Jeunesse
Yvette Carmen Mimieux naît d'un père franco-anglais, René Mimieux, et d'une mère mexicaine, Maria Del Carmen (Camélia) Montemayor, à Hollywood (Los Angeles)[réf. souhaitée].

### Carrière
Remarquée en faisant partie des quatre finalistes choisies par Elvis Presley lors d'un concours de beauté, elle fait ses débuts au cinéma en 1960 dans la comédie Ces folles filles d'Ève de Henry Levin et le film de science-fiction La Machine à explorer le temps de George Pal, où elle interprète le principal rôle féminin.
Elle joue au cours des années soixante dans une quinzaine de films parmi lesquels Lumière sur la piazza (1961), aux côtés d'Olivia de Havilland, ou encore dans Les Quatre Cavaliers de l'Apocalypse (1962), avant de se tourner dans les années soixante-dix vers la télévision.
L'une de ses dernières apparitions au cinéma est Le Trou noir (1979), un film de science-fiction produit par les studios Disney.

### Décès
Elle meurt durant son sommeil dans la nuit du 17 au 18 janvier 2022 à Los Angeles, dans sa maison du quartier de Bel Air, à l'âge de 80 ans,.

### Vie privée
Yvette Mimieux a été mariée au réalisateur Stanley Donen de 1972 à leur divorce en 1985, avant d'épouser l'année suivante Howard Ruby, fondateur d'Oakwood Worldwide.

## Filmographie

### Cinéma
- 1960 : Les Jeunes Terreurs (Platinum High School) de Charles F. Haas
- 1960 : La Machine à explorer le temps (The Time Machine) de George Pal : Weena
- 1960 : Ces folles filles d'Ève (Where the Boys Are) de Henry Levin : Melanie Tolman
- 1962 : Lumière sur la piazza (Light in the Plazza)  de Guy Green : Clara Johnson Naccarelli
- 1962 : Les Quatre Cavaliers de l'Apocalypse (The Four Horseman of the Apocalypse)  de Vincente Minnelli : Chi Chi Desnoyers
- 1962 : Les Amours enchantées (The Wonderful World of the Brothers Grimm) de George Pal et Henry Levin : la princesse
- 1963 : Le Tumulte (Toys in the Attic) de George Roy Hill : Lily Prine Berniers
- 1963 : Le Seigneur d'Hawaï (Diamond Head) de Guy Green : Sloane Howland
- 1964 : Looking for Love (en) de Don Weis : Yvette Mimieux
- 1965 : La Récompense (The Reward) de Serge Bourguignon : Sylvia
- 1965 : Joy in the Morning (en) d'Alex Segal : Annie McGairy
- 1967 : Gros coup à Pampelune (The Caper of the Golden Bulls) de Russell Rouse : Grace Harvey
- 1967 : Rentrez chez vous, les singes ! (Monkeys, Go Home!) : Maria Riserau
- 1968 : Le Dernier Train du Katanga (The Mercenaries) de Jack Cardiff : Claire
- 1969 : The Picasso Summer : Alice Smith
- 1970 : The Delta Factor : Kim Stacy
- 1972 : Alerte à la bombe (Skyjacked) de John Guillermin : Angela Thacher
- 1973 : Odyssée sous la mer (The Neptune Factor) de Daniel Petrie : Dr Leah Jansen
- 1975 : Le Voyage de la peur (en) (Journey into Fear) de Daniel Mann : Josette
- 1976 : La Prison du viol (Jackson County Jail) de Michael Miller : Dinah Hunter
- 1979 : Le Trou noir (The Black Hole) de Gary Nelson : Dr Kate McCrae
- 1981 : Mystique (Circle of Power) de Bobby Roth : Bianca Ray

### Télévision

#### Téléfilms
- 1971 : Death Takes a Holiday : Peggy Chapman
- 1971 : Black Noon : Deliverance
- 1974 : Hit Lady : Angela De Vries
- 1975 : The Legend of Valentino : Natacha Rambova
- 1976 : Bell,Book and Candle : Gillian Holroyd
- 1977 : Snowbeast : Ellen Seberg
- 1977 : Ransom for Alice : Jenny Cullen
- 1978 : Barghast : Les chiens de l'enfer (en) (Devil Dog: The Hound of Hell) : Betty Barry
- 1978 : Outside Chance : Dinah Hunter
- 1979 : L'express ne répond plus  (Disaster on the Coastliner): Paula Harvey
- 1982 : Forbidden Love (téléfilm) : Joanna Bitten
- 1983 : Night Partners : Elizabeth McGuire
- 1984 : Obsessive Love : Linda Foster
- 1986 : The Fifth Missile : Cheryl Leary
- 1990 : Perry Mason: The Case of the Desperate Deception : Danielle Altmann
- 1992 : Lady Boss : Deena Swanson

#### Séries télévisées
- 1964 : Le Jeune Docteur Kildare, épisode Tyger, Tyger : Pat Holmes
- 1984 : La croisière s'amuse (The Love Boat), épisode La Croisière de Hong-Kong : Leni Marteket